# Sarvtjärnen, Gästrikland
Sarvtjärnen är en sjö i Ockelbo kommun i Gästrikland och ingår i Testeboåns huvudavrinningsområde.